# Saint-Symphorien (Sarthe)
Saint-Symphorien és un municipi francès situat al departament del Sarthe i a la regió de País del Loira. L'any 2007 tenia 550 habitants.

## Demografia

### Població
El 2007 la població de fet de Saint-Symphorien era de 550 persones. Hi havia 218 famílies de les quals 54 eren unipersonals (23 homes vivint sols i 31 dones vivint soles), 74 parelles sense fills, 82 parelles amb fills i 8 famílies monoparentals amb fills.
La població ha evolucionat segons el següent gràfic:
Habitants censats

### Habitatges
El 2007 hi havia 278 habitatges, 219 eren l'habitatge principal de la família, 29 eren segones residències i 31 estaven desocupats. 270 eren cases i 4 eren apartaments. Dels 219 habitatges principals, 158 estaven ocupats pels seus propietaris, 53 estaven llogats i ocupats pels llogaters i 8 estaven cedits a títol gratuït; 4 tenien una cambra, 11 en tenien dues, 33 en tenien tres, 67 en tenien quatre i 104 en tenien cinc o més. 181 habitatges disposaven pel capbaix d'una plaça de pàrquing. A 86 habitatges hi havia un automòbil i a 117 n'hi havia dos o més.

### Piràmide de població
La piràmide de població per edats i sexe el 2009 era:
| Homes | Edats   | Dones |
| ----- | ------- | ----- |
| 0     | 95 o +  | 0     |
| 0     | 90 a 94 | 0     |
| 4     | 85 a 89 | 4     |
| 4     | 80 a 84 | 12    |
| 12    | 75 a 79 | 12    |
| 12    | 70 a 74 | 16    |
| 4     | 65 a 69 | 0     |
| 12    | 60 a 64 | 12    |
| 12    | 55 a 59 | 16    |
| 8     | 50 a 54 | 4     |
| 28    | 45 a 49 | 12    |
| 16    | 40 a 44 | 16    |
| 12    | 35 a 39 | 28    |
| 16    | 30 a 34 | 12    |
| 32    | 25 a 29 | 12    |
| 12    | 20 a 24 | 28    |
| 24    | 15 a 19 | 16    |
| 12    | 10 a 14 | 28    |
| 16    | 5 a 9   | 20    |
| 12    | 0 a 4   | 24    |

## Economia
El 2007 la població en edat de treballar era de 352 persones, 279 eren actives i 73 eren inactives. De les 279 persones actives 261 estaven ocupades (146 homes i 115 dones) i 18 estaven aturades (7 homes i 11 dones). De les 73 persones inactives 28 estaven jubilades, 21 estaven estudiant i 24 estaven classificades com a «altres inactius».

### Ingressos
El 2009 a Saint-Symphorien hi havia 219 unitats fiscals que integraven 568 persones, la mediana anual d'ingressos fiscals per persona era de 15.332 €.

### Activitats econòmiques
Dels 14 establiments que hi havia el 2007, 1 era d'una empresa alimentària, 5 d'empreses de construcció, 2 d'empreses de comerç i reparació d'automòbils, 1 d'una empresa de transport, 2 d'empreses d'hostatgeria i restauració, 1 d'una empresa d'informació i comunicació i 2 d'empreses de serveis.
Dels 7 establiments de servei als particulars que hi havia el 2009, 1 era un taller de reparació d'automòbils i de material agrícola, 2 paletes, 2 guixaires pintors, 1 fusteria i 1 electricista.
Dels 2 establiments comercials que hi havia el 2009, 1 era una fleca i 1 una carnisseria.
L'any 2000 a Saint-Symphorien hi havia 31 explotacions agrícoles que ocupaven un total de 1.056 hectàrees.

## Equipaments sanitaris i escolars
El 2009 hi havia 1 escola elemental i 1 escola elemental integrada dins d'un grup escolar amb les comunes properes formant una escola dispersa.

## Poblacions més properes
El següent diagrama mostra les poblacions més properes.